# Međupodsavezna nogometna liga Bjelovar – Daruvar – Virovitica 1970./71.
Međupodsavezna liga Bjelovar – Daruvar – Virovitica je bila liga četvrtog stupnja nogometnog prvenstva Jugoslavije u sezoni 1970./71. 
 
Sudjelovalo je 14 klubova, a prvak je bio "Fenor" iz Nove Rače. 

## Ljestvica
| mj. | klub                          | ut. | pob. | ner. | por. | gol+ | gol- | bod |
| --- | ----------------------------- | --- | ---- | ---- | ---- | ---- | ---- | --- |
| 1.  | Fenor Nova Rača               | 26  | 17   | 3    | 6    | 82   | 37   | 37  |
| 2.  | Daruvar                       | 26  | 15   | 4    | 7    | 60   | 52   | 34  |
| 3.  | PIK Vrbovec                   | 26  | 14   | 5    | 7    | 79   | 50   | 33  |
| 4.  | Borac Virovitica              | 26  | 14   | 5    | 7    | 77   | 49   | 33  |
| 5.  | Bjelovar                      | 26  | 11   | 8    | 7    | 46   | 43   | 30  |
| 6.  | Partizan Suhopolje            | 26  | 12   | 2    | 12   | 71   | 64   | 26  |
| 7.  | Lasta Gudovac                 | 26  | 11   | 4    | 11   | 59   | 55   | 26  |
| 8.  | Pitomača                      | 26  | 10   | 5    | 11   | 63   | 49   | 25  |
| 9.  | Drvodjelac Virovitica         | 26  | 8    | 8    | 10   | 52   | 56   | 24  |
| 10. | Proleter Garešnički Brestovac | 26  | 9    | 6    | 11   | 63   | 70   | 24  |
| 11. | Drava Terezino Polje          | 26  | 8    | 6    | 12   | 56   | 63   | 22  |
| 12. | Mladost Ždralovi              | 26  | 8    | 4    | 14   | 46   | 64   | 20  |
| 13. | Garić Garešnica               | 26  | 8    | 4    | 14   | 29   | 67   | 20  |
| 14. | Slavonac Lipik                | 26  | 4    | 2    | 10   | 38   | 93   | 10  |

## Rezultatska križaljka
| kratica | klub                          | BJE | BOR | DAR | DRA | DRV | FEN | GAR | LAS | MLA | PAR | PIK | PIT | PRO | SLA |
| --- | ----------------------------- | --- | --- | --- | --- | --- | --- | --- | --- | --- | --- | --- | --- | --- | --- |
| BJE | Bjelovar                      |     |     |     |     |     |     |     |     |     |     |     |     |     |     |
| BOR | Borac Virovitica              |     |     |     |     |     |     |     |     |     |     |     |     |     |     |
| DAR | Daruvar                       |     |     |     |     |     |     |     |     |     |     |     |     |     |     |
| DRA | Drava Terezino Polje          |     |     |     |     |     |     |     |     |     |     |     |     |     |     |
| DRV | Drvodjelac Virovitica         |     |     |     |     |     |     |     |     |     |     |     |     |     |     |
| FEN | Fenor Nova Rača               |     |     |     |     |     |     |     |     |     |     |     |     |     |     |
| GAR | Garić Garešnica               |     |     |     |     |     |     |     |     |     |     |     |     |     |     |
| LAS | Lasta Gudovac                 |     |     |     |     |     |     |     |     |     |     |     |     |     |     |
| MLA | Mladost Ždralovi              |     |     |     |     |     |     |     |     |     |     |     |     |     |     |
| PAR | Partizan Suhopolje            |     |     |     |     |     |     |     |     |     |     |     |     |     |     |
| PIK | PIK Vrbovec                   |     |     |     |     |     |     |     |     |     |     |     |     |     |     |
| PIT | Pitomača                      |     |     |     |     |     |     |     |     |     |     |     |     |     |     |
| PRO | Proleter Garešnički Brestovac |     |     |     |     |     |     |     |     |     |     |     |     |     |     |
| SLA | Slavonac Lipik                |     |     |     |     |     |     |     |     |     |     |     |     |     |     |
| |                               |     |     |     |     |     |     |     |     |     |     |     |     |     |     |
| podebljan rezultat - utakmice od 1. do 13. kola (1. utakmica između klubova) rezultat normalne debljine - utakmice od 14. do 26. kola (2. utakmica između klubova) rezultat nakošen - nije vidljiv redoslijed odigravanja međusobnih utakmica iz dostupnih izvora rezultat smanjen * - iz dostupnih izvora nije uočljiv domaćin susreta prekrižen rezultat - poništena ili brisana utakmica p - utakmica prekinuta 3:0 p.f. / 0:3 p.f. - rezultat 3:0 bez borbe n.i. - nije igrano |                               |     |     |     |     |     |     |     |     |     |     |     |     |     |     |

 Izvori: